# Hirekhasankandi, Koppal
Hirekhasankandi là một làng thuộc tehsil Koppal, huyện Koppal, bang Karnataka, Ấn Độ.